# Gagae
Gagae (in greco antico: Γάγαι?), era una città sulla costa sud-est della Licia, in quella che oggi è la provincia di Antalya,  in Turchia. Da essa deriva il nome di una pietra, il Gagates lapis. Le rovine si trovano presso il comune di Mavikent, nel distretto di Kumluca. Gli scavi del 2007 hanno rivelato un'acropoli superiore e inferiore e fornito prove di una colonizzazione dei Rodi.
Diversi autori antichi (Plinio il Vecchio, Dioscoride Anazarbeo, Galeno, Oribasio ed Aezio) menzionano "la pietra di Gagate" (in greco antico: λίθος γαγάτης?, translit. Líthos gagátis) come capace di allontanare i serpenti, diagnosticare l'epilessia, calmare le donne isteriche, evacuare i vermi, alleviare i problemi cardiaci e curare le malattie ginecologiche. La pietra era anche usata nell'arte orafa. Essa fu trovata presso l'estuario di un fiume chiamato Gages, vicino a Gagae, e prese il nome dal fiume. È descritta come un tipo di Giaietto, minerale che si adatta perfettamente alle descrizioni antiche. Sebbene sia una forma di lignite, contenente bitume e petrolio, non viene utilizzata per il riscaldamento. Sfortunatamente la posizione del fiume Gages e della miniera di Gagates non sono attestate, sebbene ci siano indizi che il Gages potrebbe corrispondere al moderno Alakır Çay ("Fiume Alakir") o al Gavur Kayı.
Nell'epopea omerica Gagae appare accanto a Rodiapoli, Faselide e Coridala come colonia dei Rodi. Come statio Gagae è presente anche nello Stadiasmus Patarensis del tempo dell'imperatore Claudio. Plinio cita Gagae tra gli insediamenti montuosi della zona dell'Olympos.